# Бабуся-генерал
«Бабуся-генерал» (узб. «Suyunchi») — радянський художній фільм режисера Меліса Абзалова. Фільм створений на кіностудії «Узбекфільм» у 1982 року.

## Сюжет
Головна героїня фільму: мешканка маленького узбецького села Анзірат (Зайнаб Садрієва). Вона живе разом з сім'єю сина. Жителі села недолюблюють Анзірат за її строгий і авторитарний характер. Один з її онуків, маленький Нурулла, їй заявляє: «Всі вас не люблять. Тато, мама, люди в селі, продавець Гайбулла. Кажуть що ви втручаєтеся в справи кожної людини».
Відчуваючи що скоро її не стане, Анзірат намагається всі свої справи закінчити. Вона дізнається у всіх чи винні комусь її онуки. Вона дає гроші Ешмату, чиє вікно онуки Анзірат часто розбивають, граючи в футбол. Анзірат говорить Ешмату, що її онуки ще багато будуть грати в футбол біля його будинку. Після смерті Анзірат жителі села розуміють як її їм не вистачає.
Невістка Анзірат нарешті народжує доньку після 10 синів. Син Анзірат хотів, щоб дружина народила сина тому, що він планував створити цілу сімейну футбольну команду. Через це і фільм узбецькою називається «суюнчі» — слово яке використовується для оголошення хороших новин.

## У ролях
- Зейнаб Садрієва — Анзірат
- Гані Агзамов — Холмат
- Ікрама Балтаєва — Мастон
- Хусан Шаріпов — Шермат
- Абдураїм Абдувахобов — Абдулла
- Джалол Юсупов — Турсунбай
- Айбек Нарзуллаєв — Сайфулла
- Шахноза Хамраєва — Назіра
- Наїля Ташкенбаєва — Шарофат, дружина Шермата
- Максум Юсупов — Ешмат
- Нурмухан Жантурін — Мергенбай
- Діяс Рахматов — Ділмурод, син Хаджимурата
- Джамал Хашимов — продавець Хайбулла
- Афандіхон Ісмаїлов — епізод
- Сагді Табібуллаєв — Хаджимурат
- Аброр Турсунов — футбольний суддя
- Анвара Алімова — бабуся чотирьох онук
- Тамара Косубаєва — дружина Мергенбая
- Діна Мусрепова — епізод
- Рашид Маліков — студент, син Ергаша-тракториста
- Еркін Камілов — голова колгоспу
- Учкун Рахманов — епізод
- Гузаль Максудова — Аліма
- Хаджибай Таджибаєв — епізод

## Знімальна група
- Режисер — Меліс Абзалов
- Сценарист — Ріхсівой Мухамеджанов
- Оператор — Нажміддін Гулямов
- Композитор — Мірхаліл Махмудов
- Художник — Анвар Махкамов